# Sabatia angularis
Sabatia angularis е вид растение от семейство Тинтявови (Gentianaceae). Видът е незастрашен от изчезване.

## Разпространение
Sabatia angularis е широко разпространено в различни местообитания, най-често откритите райони на източната част на Северна Америка.